# Nangpa La
Der Nangpa La (chinesisch 囊帕拉山口) ist ein Gebirgspass auf 5716 Metern Höhe im Westen des Cho Oyu, des sechsthöchsten Bergs der Erde, im Himalaya an der chinesisch-nepalesischen Grenze.
Der Nangpa La stellt den höchsten Handelsweg des Himalaya dar und wird seit etwa 800 Jahren als Verbindung zwischen den Sherpa aus Khumbu und den Tibetern genutzt.
Nach dem Einfall der Chinesen nach Tibet verlor der Nangpa La aufgrund der Grenzschließung seine Bedeutung als Karawanenroute. Bis 2001 war die Region militärische Sperrzone. Mittlerweile gibt es aber wieder Yak-Karawanen, die billige Produkte aus China nach Khumbu transportieren.